# Johnnie Walker (whisky)

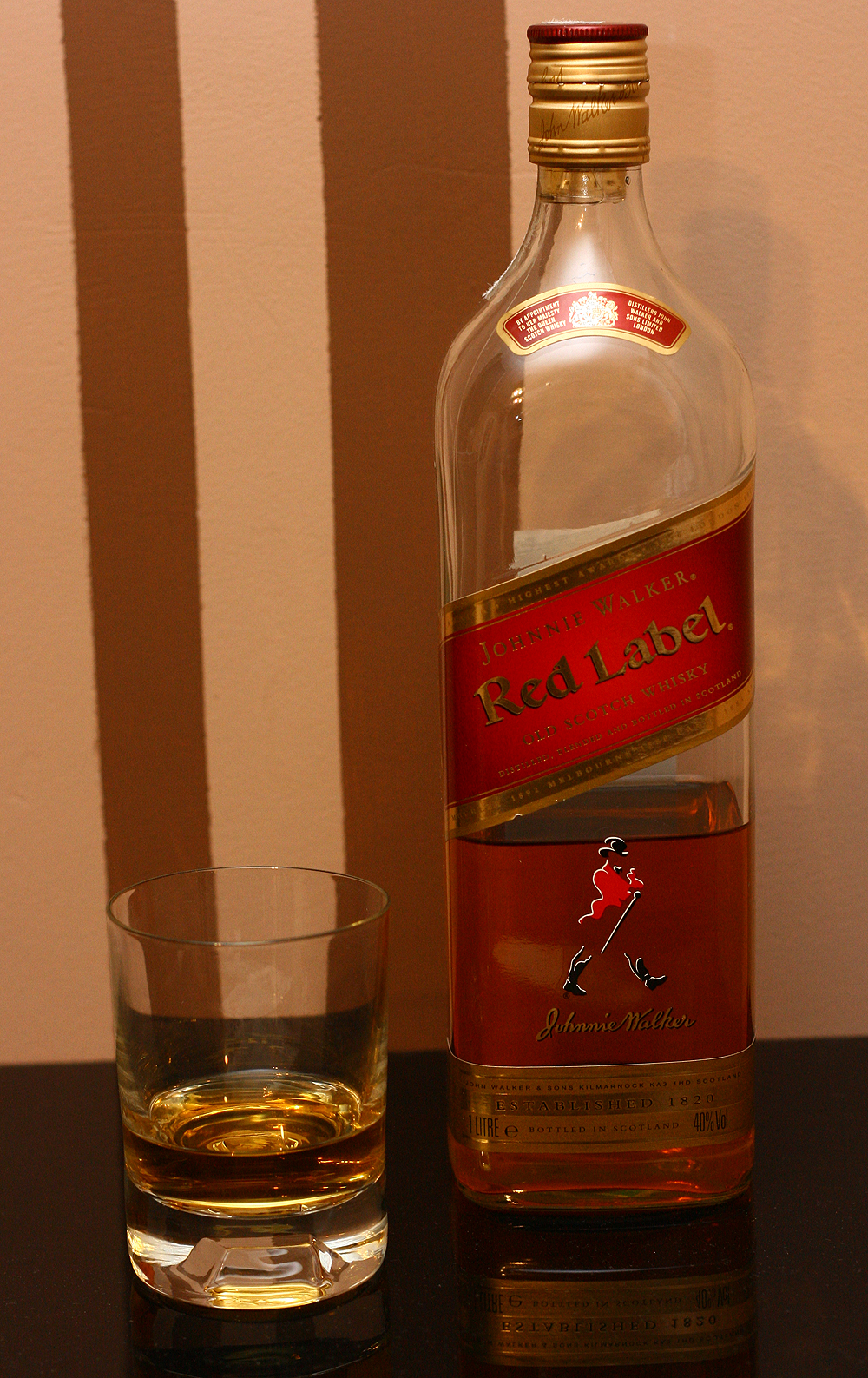
Johnnie Walker, Red Label

Johnnie Walker is een producent van samengestelde Schotse whisky's. Het wordt in tweehonderd landen verkocht en is daarmee de meest verspreide whisky. Het bedrijf verkoopt jaarlijks 120 miljoen flessen. Het merk is in handen van Diageo, een multinational op het gebied van alcoholische dranken.

## Geschiedenis
De oorsprong van het bedrijf ligt in de levensmiddelenzaak van John Walker in het Schotse Kilmarnock. Vanaf 1820 besloot Walker om ook whisky in zijn zaak te verkopen. In die tijd was het gebruikelijk dat boeren hun eigen whisky stookten. Deze whisky's waren vaak zeer wisselend van kwaliteit en samenstelling. John Walker was een van de eersten die verschillende whisky's met elkaar mengde (blenden) om zo een consistentere kwaliteit te verkrijgen. Hij zou later zelfs graanwhisky toevoegen aan de maltblend, waardoor de drank lichter werd en goedkoper te produceren. Het blenden van graan- en maltwhisky's zou vanaf het einde van de 19e eeuw gebruikelijk worden, en tegenwoordig bestaat 85% van de markt uit blends.
Na zijn dood in 1857, leggen Johns zoon Alexander en zijn kleinzoon Alexander II zich helemaal toe op het produceren van whisky. In 1870 wordt de kenmerkende vierkante fles geïntroduceerd, samen met het label dat altijd onder een hoek van 24 graden op de fles is geplakt. Vanaf 1908 krijgt de whisky de officiële benaming "Johnnie Walker Whisky" en doet het logo van de "striding man" met de slogan "Born 1820 - Still going strong!" zijn intrede.
In juli 2009 werd bekend dat Diageo de historische vestiging van Johnnie Walker in Kilmarnock zou sluiten. In 2012 werden de laatste flessen gevuld. De meerderheid van de 700 werknemers aanvaardde een vertrekpremie, een deel vond werk in andere Johnnie Walker-vestigingen en de rest werd ontslagen. Daarmee werd de link tussen het whiskymerk en het Schotse stadje na 192 jaar verbroken. Het etiket van Johnnie Walker moest worden aangepast.
In 2009 was de Schotse acteur Robert Carlyle te zien in een bijna zeven minuten durend filmpje over de ontstaansgeschiedenis van Johnnie Walker.

## Samenstellingen van Johnnie Walker
Anno 2018 worden, naast alle special editions, de volgende blends op de markt gebracht:
- Red Label - Een samenstelling van ongeveer 35 graan- en maltwhisky's. Het is de enige whisky die specifiek voor het mixen met andere dranken zoals cola wordt gepromoot. Werd tot ca. 1910 verkocht onder de naam "Special Old Highland".
- Black Label - Een blend van zo'n 40 graan- en maltwhisky's, alle met een minimumleeftijd van 12 jaar. Werd tot ca. 1910 verkocht onder de naam "Extra Special Old Highland".
- Double black - Een extra rokerige variant van Black Label zonder age statement.
- Swing - Een bourbon-achtige blend oorspronkelijk bedoeld voor de passagiersscheepvaart.
- Green Label - Een blend van vier uitsluitend maltwhisky's, die alle ten minste een leeftijd hebben van 15 jaar. Het is een zogenaamde "blended malt" of, zoals tot voor kort gebruikelijk was, een "vatted malt". De verwerkte whisky's zijn Cragganmore, Linkwood, Talisker en Caol Ila.
- Platinum Label - Een herintroductie van het Green Label in 2016.
- Gold Label Reserve - Een blend zonder age statement geïntroduceerd in 2011 bij het wegvallen van Gold Label The Century Blend.
- 18 - In 2015 werd Platinum Label (dat op zijn beurt in 2011 Gold Label heeft vervangen) vervangen door Johnnie Walker 18, een blend van 18 Scotch whisky's die elk ten minste 18 jaar gerijpt hebben, waaronder Cardhu, Glen Elgin, Auchroisk en Blair Athol.[3]
- Blue Label - De top van het assortiment. De Blue Label wordt samengesteld uit zeldzame whisky's van bekende Schotse distilleerders. Sommige maltwhisky's die er in zijn verwerkt hebben een leeftijd van 50 tot 60 jaar. De flessen zijn genummerd en worden verkocht in een met zijde afgewerkte doos.

Gediscontinueerde blends:
- White Label - Werd tot ca. 1910 verkocht onder de naam "Old Highland". Gediscontinueerd in 1921.
- Gold Label - Een blend van ongeveer vijftien verschillende single-maltwhisky's (en graan whisky). Het recept is gebaseerd op de aantekeningen van Alexander II die deze blend had bedacht ter ere van John Walker. Voor deze blend worden een aantal 18 jaar oude single malts gebruikt en een aantal zeldzame 15 jaar oude single-maltwhisky's. Gediscontinueerd in 2011.